# Martin Rodbell
Martin Rodbell (ur. 1 grudnia 1925 w Baltimore, zm. 7 grudnia 1998 w Chapel Hill w stanie Karolina Północna) – amerykański biochemik, laureat Nagrody Nobla w roku 1994 w dziedzinie fizjologii i medycyny.

## Życiorys
Martin Rodbell urodził się 1 grudnia 1925 roku w Baltimore w stanie Maryland. Ukończył prywatną szkołę średnią Baltimore City College, gdzie uczestniczył w specjalnym programie nauczania. Szkoła przygotowywała uczniów do podjęcia studiów od razu od drugiego roku i w związku z tym kładła specjalny nacisk na język – łacinę, grekę, niemiecki i francuski. Rodbell w szczególności upodobał sobie język francuski i w tym kierunku pragnął kontynuować studia. Drugą jego pasją była chemia. W roku 1943 rozpoczął studia na Uniwersytecie Johna Hopkinsa na wydziale chemii, a zamiłowanie do literatury francuskiej i poezji przewijało się przez całe jego życie, często pisząc okazjonalne wiersze.
W 1944 roku przerwał studia, by odbyć służbę wojskową w czasie trwającej II wojny światowej. Otrzymał przydział jako radiotelegrafista. W roku 1944 wznowił przerwane studia i w 1949 roku uzyskał stopień magistra biologii. Po ukończeniu podstawowych kursów Martin Rodbell pozostał na uczelni, biorąc dodatkowe kursy w dziedzinie chemii. W 1950 roku poślubił Barbarę Ledermann, niemiecką tancerkę i fotografika, przyjaciółkę Anne Frank, przybyłą do Stanów Zjednoczonych z Holandii, gdzie się ukrywała w czasie wojny. Jej rodzina zginęła w obozie w Oświęcimiu. Tego samego roku przeprowadził się do Seattle, gdzie kontynuował naukę w specjalnym programie, na Uniwersytecie Waszyngtońskim.
W 1954 roku obronił pracę doktorską, pod kierunkiem Donalda Hanahan, na temat metabolizmu lecytyny w wątrobie. Pod koniec roku przyjął posadę jako biochemik w laboratorium na Uniwersytecie Illinois w Urbana-Champaign, gdzie pozostał przez dwa lata. Pracując jako młodszy instruktor w biochemii, odkrył swoje powołanie w pracach naukowych i w badaniach nad biochemią lecytyny w błonach komórki. Tam też pracował z Krisem Gunsalus, Luria i Spiegelmanem.
W 1956 roku przyjął posadę jako biochemik w laboratorium Christiana Anfinsena w Narodowym Instytucie Zdrowia w Betezda, Marylandzie. W tym czasie studiował budowę białek lipidu i glukozy w tłuszczach tkanki. W 1961 roku, Rodbell przeniósł się do laboratoriów Narodowego Instytutu Artretyzmu i Chorób Metabolicznych (obecnie laboratoria te są częścią Narodowego Instytutu Cukrzycy, Trawienną i Chorób Nerkowych).
W połowie 1960 roku swoje zainteresowania Rodbel skierował w kierunku swoich pierwotnych badań w embriologii, a dokładnie w kierunku metabolicznych funkcji białek hormonalnych lipidu, prowadząc badania na pojedynczych komórkach. Wyjechał do Europy, gdzie prowadził badania wraz z profesorem Jean Brachet na Uniwersytecie w Brukseli i na Uniwersytecie w Lejdzie w Holandii.
W 1969 roku, Rodbell stworzył cybernetyczną teorię przenoszenia (transdukcji) informacji przez błonę komórkową – od receptora poprzez przekaźnik (transducer) do efektora wewnątrz komórki. Teoria transdukcji sygnału pomogła mu odkrywać znaczenie i funkcję białka G na początku lat siedemdziesiątych XX wieku, a także stała się podstawą dla jego późniejszej nagrody Nobla za wkład do nauki biomedyki.
W 1975 roku został Szefem Laboratorium Odżywiania i Endokrynologii w NIAMD, gdzie pracował do 1985 roku. W 1985 roku, Rodbell został Naukowym Dyrektorem Narodowego Instytutu NIH Środowiskowych Nauk Zdrowia w Chapel Hill, w Karolinie Północnej. Funkcję tę sprawował do roku 1989, by następnie przenieść się do NIEHS, gdzie pracował do 1994 roku.
W 1994 roku Martin Rodbell, wraz z Alfredem G. Gilmanem z Medycznego Centrum Uniwersytetu Teksańskiego, otrzymał nagrodę Nobla w Fizjologii i Medycynie za odkrycie i wyjaśnienie funkcji białek G. Jako laureat gościnnie wykładał w college’ach i szkołach średnich.
Dwukrotnie był profesorem tymczasowym w Instytucie Klinicznej Biochemii, Uniwersytetu w Genewie (lata 1967–1968 i 1981–1983).